# Metaemene annuligera
Metaemene annuligera är en fjärilsart som beskrevs av Embrik Strand 1917. Metaemene annuligera ingår i släktet Metaemene och familjen nattflyn. Inga underarter finns listade i Catalogue of Life.